# Імам Ахмад ан-Насір
Ахмад ан-Насір бін Ях'я (араб. الناصر أحمد بن يحي; помер 5 червня 934) – єменський духовний та політичний лідер, імам зейдитської держави, поет. Завдяки активному керівництву зміцнив та розширив державу, засновану двома його попередниками.

## Життєпис
Народився у Медіні (сучасна Саудівська Аравія). 897 року поїхав разом зі своїм батьком і братом Мухаммедом до Ємену, де його батько був визнаний першим імамом. До 907 року Ахмед допомагав батьку у військових справах.
Після відвідування Медіни повернувся до зейдитської столиці Ємену, Саади, де успадкував владу від свого брата у вересні 913 року.
Тривале правління імама Ахмада ан-Насір було сповнене боротьби проти прибічників Фатімідів, які все ще мали силу у деяких частинах Ємену. Імам зібрав військо з Хамдану, Наджрану та Хаулану для боротьби з даватом Фатімідів. У січні 920 року він схопився з лідером ісмаїлітів на ім'я Абд аль-Гамід з гір Мусавар у триденній битві на північний захід від Санаа. Абд аль-Гамід зазнав нищівної поразки, що безповоротно зруйнувала вплив ісмаїлітів у Ємені.
Після доволі успішного правління Ахмад ан-Насір помер 934 року (за іншими даними 927 чи 937).